# Thalamita pilumnoides
Thalamita pilumnoides is een krabbensoort uit de familie van de Portunidae. De wetenschappelijke naam van de soort is voor het eerst geldig gepubliceerd in 1902 door Borradaile.